# São Geraldo (Pau dos Ferros)

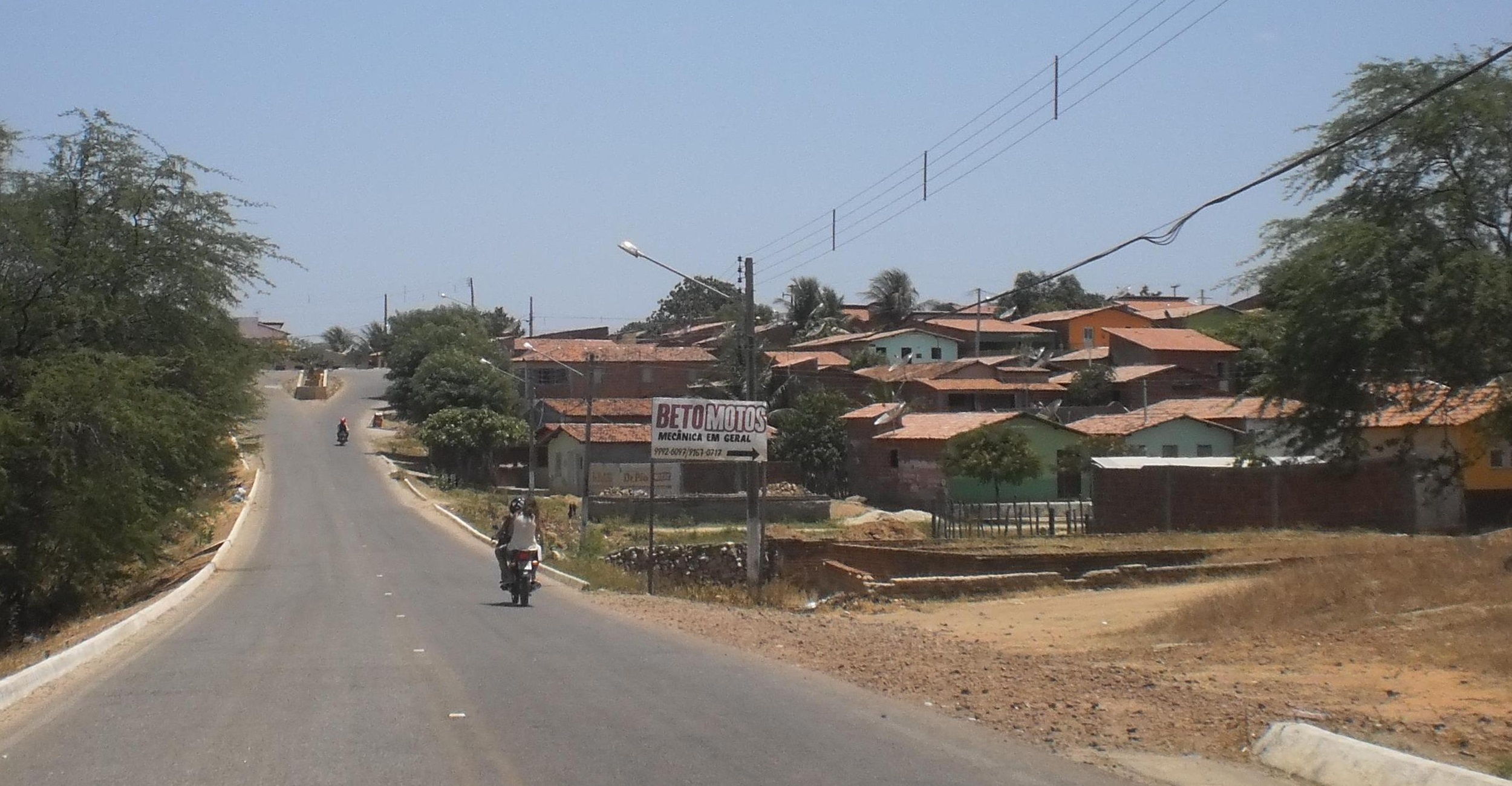
Entrada do bairro

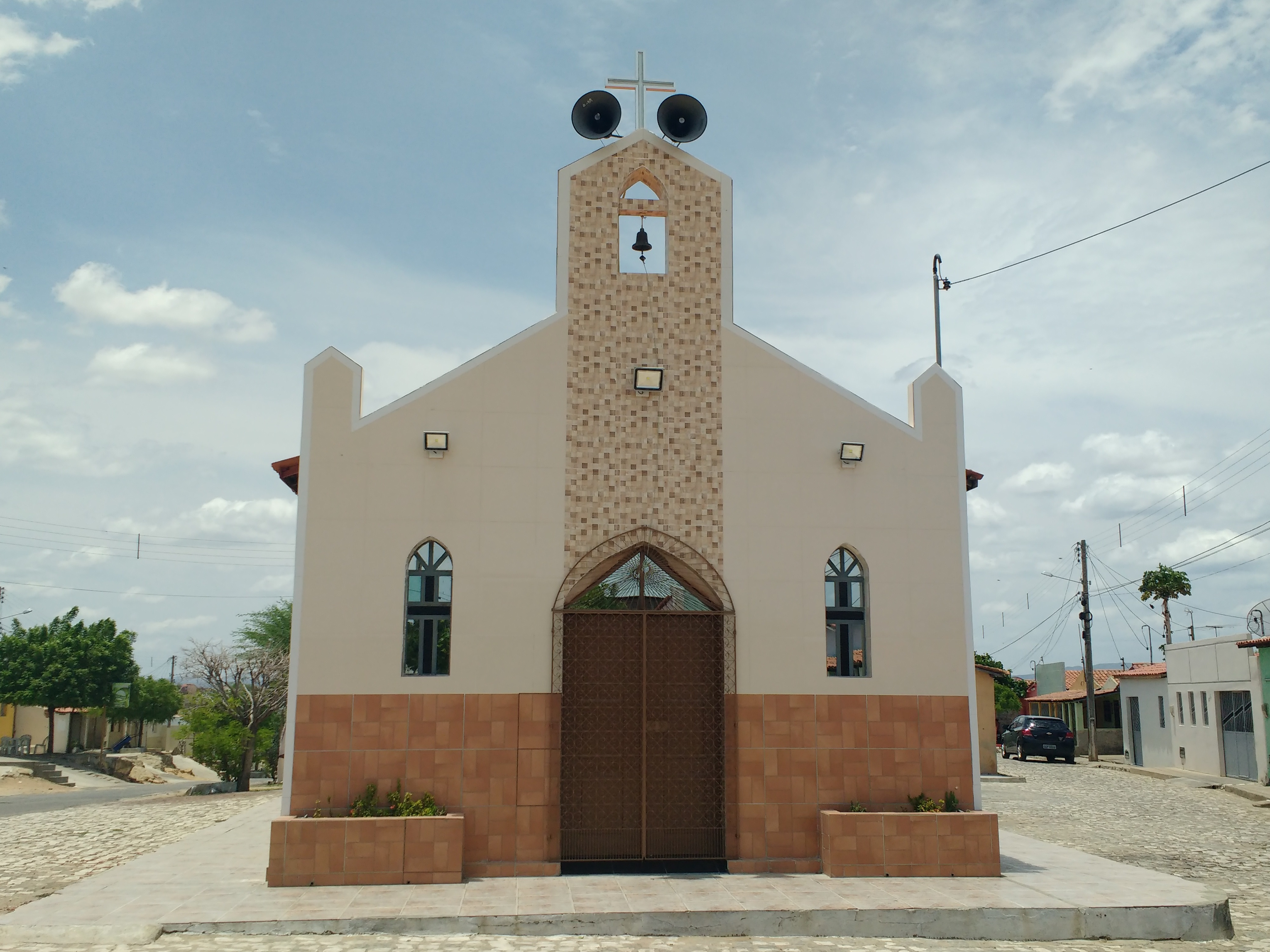
Capela de São Geraldo Majella, padroeiro do bairro

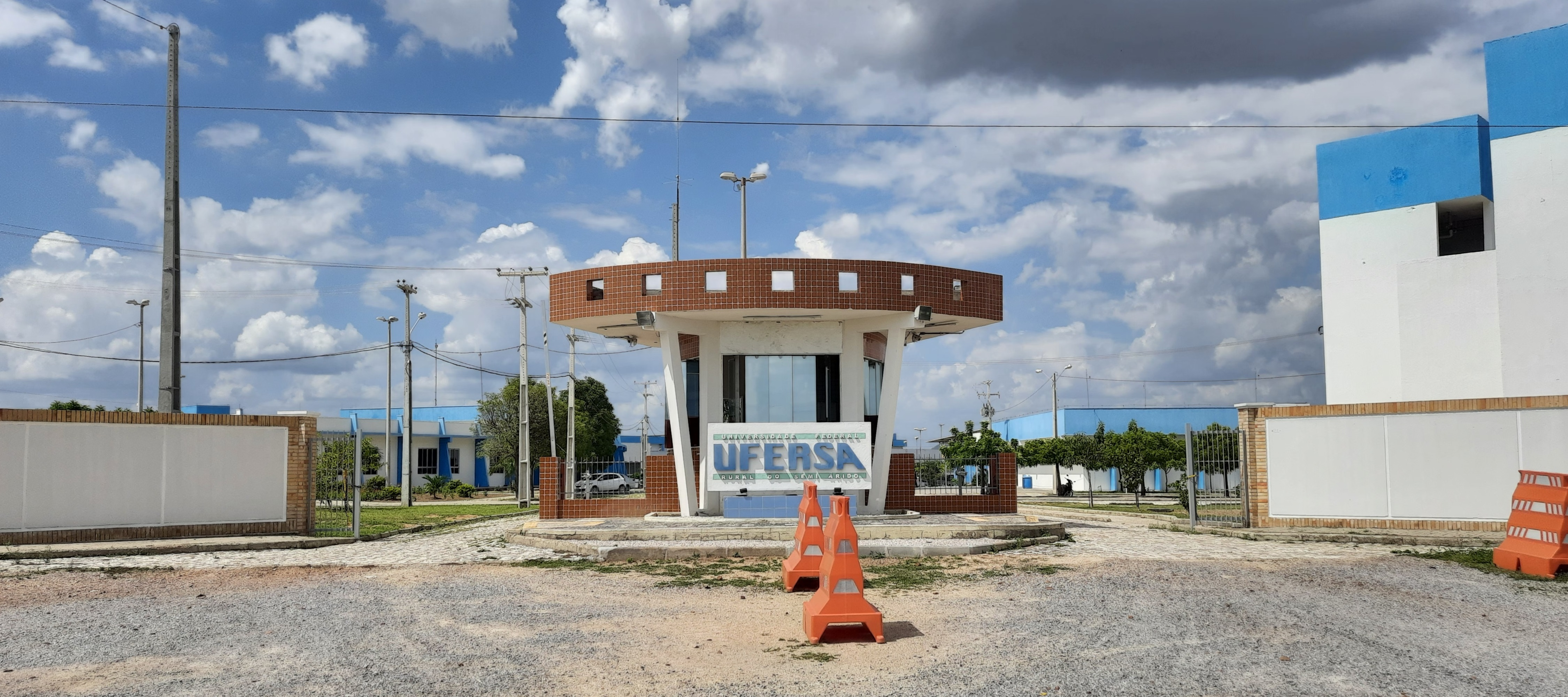
Câmpus da Universidade Federal Rural do Semi-Árido (UFERSA)

São Geraldo, também conhecido por Alto São Geraldo, é um dos quinze bairros de Pau dos Ferros, município brasileiro no interior do estado do Rio Grande do Norte.
Cortado pela rodovia estadual RN-177, na saída para Francisco Dantas, é separado dos demais bairros da cidade pelo Rio Apodi, sendo seu acesso feito a partir da Ponte Napoleão Diógenes Pessoa, que foi construído na década de 1980, visto que, em alguns anos, durante épocas de cheia do rio, o bairro era completamente isolado em relação ao resto da cidade. O padroeiro do bairro é São Geraldo Majella, cuja festa é comemorada em outubro.
O bairro abriga o câmpus da Universidade Federal Rural do Semi-Árido (UFERSA), inaugurado em 2013.

## Logradouros
O bairro possui sete ruas (2012):
| Lei     | Rua                           |
| ------- | ----------------------------- |
| -       | Antonio Gurjão                |
| -       | Capitão Pedro Vicente         |
| 894/02  | Raimundo Maia                 |
| 897/02  | Firmina Guedes do Rego        |
| 899/02  | João Bezerra de Queiroz       |
| 934/03  | Itamiran Nunes de Aquino Lima |
| 1076/07 | Zé Sátiro                     |